# 中葉伸二郎
中葉 伸二郎（なかば しんじろう、1959年5月1日 - ）は、元アマチュア野球選手・指導者である。ポジションは内野手。

## 来歴・人物
智辯学園高等学校では遊撃手を務めており、2年生の時に、1976年の春のセンバツに出場し、チームはベスト8まで進んだ。翌1977年、エース山口哲治を擁して春のセンバツと夏の甲子園への出場を両方果たした。1978年に卒業後法政大学に進学する。東京六大学野球リーグでは、3年時の1980年秋季にベストナインに選出され、首位打者も獲得した。大学同期に池田親興と川端順の両投手ら、1年上に武藤一邦、1年下に西田真二、木戸克彦捕手、田中富生投手らがいた。
大学卒業後は社会人野球の日本石油チームに入団する。1986年の都市対抗野球では遊撃手として活躍し、チームの優勝に貢献した。また、社会人ベストナインにも選出された。1988年に引退した。
引退後は、コーチと助監督を経て、1994年から1996年まで日本石油の監督を務め、1995年の都市対抗野球では、チームを優勝に導いた。